# Halde Prosperstraße

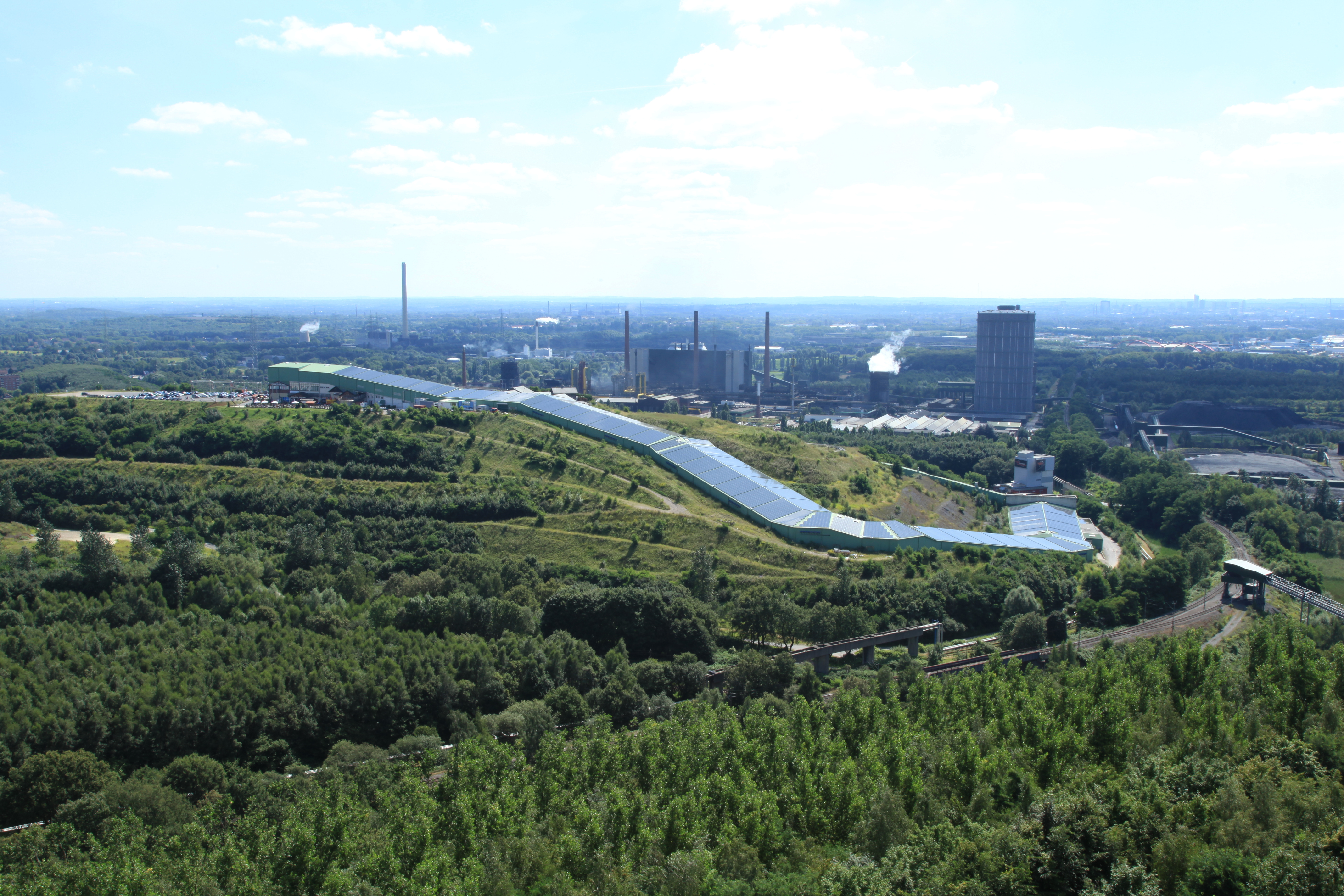
Halde Prosperstraße mit Skihalle und Kokerei Prosper

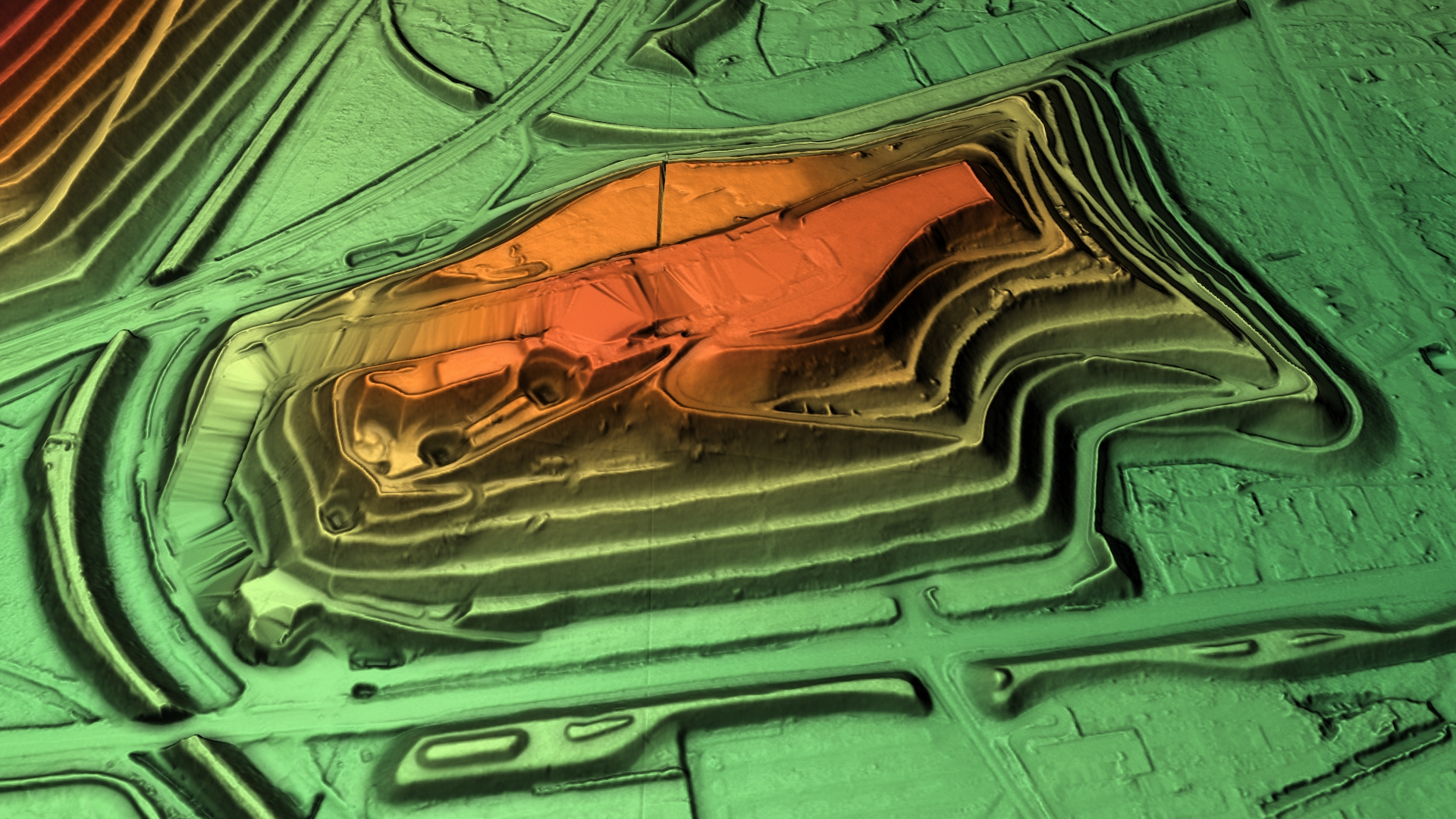
3D-Ansicht des digitalen Geländemodells

Die Halde Prosperstraße ist eine Bergehalde in Bottrop. Sie entstand zwischen 1983 und 1991 als Halde des Bergwerk Prosper-Haniel und bedeckt eine Fläche von 31,5 Hektar. Die Kuppe liegt circa 94 Meter über NHN und damit 57 Meter über dem Umgebungsniveau.
Auf der Halde wurde von 2000 bis 2001 eine Skihalle errichtet, das Alpincenter Bottrop. Der Freizeitwert des Standortes wurde in den Folgejahren mit Sommerrodelbahn und Hochseilklettergarten, Parkplatz und Gastronomie (höchster Biergarten des Ruhrgebiets) auf der Haldenkuppe sowie Indoor-Skydiving-Halle am Fuß der Halde weiterentwickelt, Betreiber ist die niederländische Van der Valk Gruppe. Neueste Attraktionen sind eine Paintball-Indoor-Anlage und eine Mountainbike-Strecke. Als Wandergebiet ist die Halde weniger geeignet.
Nordwestlich der Halde befindet sich die Halde Beckstraße mit der Installation Tetraeder. Südlich liegen Zeche und Kokerei Prosper.